# Montpellier Métropole HC
Die Vipers de Montpellier (offizieller Name: Montpellier Métropole Hockey Club) sind eine französische Eishockeymannschaft aus Montpellier, welche 2002 gegründet wurde und in der Saison 2021/22 in der Division 1, der zweithöchsten französischen Eishockeyliga, spielt.

## Geschichte
Der Montpellier Agglomération Hockey Club wurde 2002 gegründet. Die Mannschaft startete zunächst in der viertklassigen Division 3, deren Meistertitel sie 2003 auf Anhieb gewann. Ein Jahr später folgte die Meisterschaft der Division 2 und der direkte Durchmarsch in die zweitklassige Division 1, in der die Vipers lange spielten. Ab 2014 traten sie in der Division 3 an, aus der sie 2016 wieder aufstiegen. 2015 wurde der Verein in Montpellier Métropole Hockey Club umbenannt.

## Erfolge
- Meister der Division 3: 2003, 2016
- Meister der Division 2: 2004

## Bekannte ehemalige Spieler
- Yannick Riendeau